# Campeonato Mundial de Voleibol Femenino Sub-20 de 1981
El II Campeonato Mundial de Voleibol Femenino Sub-20 se celebró en México del 16 de octubre al 26 de octubre de 1981. Fue organizado por la Federación Internacional de Voleibol. El campeonato se jugó en la subsede de Ciudad de México.

## Equipos participantes
| Grupo A   | Grupo B | Grupo C    | Grupo D         |
| --------- | ------- | ---------- | --------------- |
| México    | Korea   | Japón      | Perú            |
| Argentina | Cuba    | Brasil     | China           |
| Australia | Canadá  | Costa Rica | Unión Soviética |
| India     | España  | Bolivia    | Puerto Rico     |

## Primera fase

### Grupo A

#### Clasificación
| Pos | Equipo    | PJ | PG | PP | SF | SC | PTS |
| --- | --------- | -- | -- | -- | -- | -- | --- |
| 1   | México    | 3  | 3  | 0  | 9  | 0  | 9   |
| 2   | Argentina | 3  | 2  | 1  | 6  | 4  | 6   |
| 3   | Australia | 3  | 1  | 2  | 3  | 6  | 3   |
| 4   | India     | 3  | 0  | 3  | 1  | 9  | 0   |

#### Resultados
| Fecha    | Encuentro             | Resultado | Set   | Set   | Set   | Set   | Set | Puntuación total |
| Fecha    | Encuentro             | Resultado | 1     | 2     | 3     | 4     | 5   | Puntuación total |
| -------- | --------------------- | --------- | ----- | ----- | ----- | ----- | --- | ---------------- |
| 16-10-81 | Argentina - México    | 0-3       | 10-15 | 07-15 | 07-15 |       |     | 24-45            |
| 16-10-81 | Australia - India     | 3-0       | 15-09 | 16-14 | 15-07 |       |     | 46-30            |
| 17-10-81 | Argentina - India     | 3-1       | 13-15 | 15-06 | 15-03 | 15-03 |     | 58-27            |
| 17-10-81 | Australia - México    | 0-3       | 00-15 | 03-15 | 03-15 |       |     | 06-45            |
| 18-10-81 | Argentina - Australia | 3-0       | 15-06 | 15-02 | 15-03 |       |     | 45-11            |
| 18-10-81 | México - India        | 3-0       | 15-03 | 15-02 | 15-04 |       |     | 45-09            |

### Grupo B

#### Clasificación
| Pos | Equipo | PJ | PG | PP | SF | SC | PTS |
| --- | ------ | -- | -- | -- | -- | -- | --- |
| 1   | Korea  | 3  | 3  | 0  | 9  | 0  | 9   |
| 2   | Cuba   | 3  | 2  | 1  | 6  | 3  | 6   |
| 3   | Canadá | 3  | 1  | 2  | 3  | 6  | 3   |
| 4   | España | 3  | 0  | 3  | 0  | 9  | 0   |

#### Resultados
| Fecha    | Encuentro              | Resultado | Set   | Set   | Set   | Set | Set | Puntuación total |
| Fecha    | Encuentro              | Resultado | 1     | 2     | 3     | 4   | 5   | Puntuación total |
| -------- | ---------------------- | --------- | ----- | ----- | ----- | --- | --- | ---------------- |
| 16-10-81 | España - Corea del Sur | 0-3       | 02-15 | 04-15 | 01-15 |     |     | 07-45            |
| 16-10-81 | Cuba - Canadá          | 3-0       | 15-07 | 15-13 | 16-14 |     |     | 46-34            |
| 17-10-81 | Canadá - España        | 3-0       | 15-06 | 15-05 | 15-12 |     |     | 45-23            |
| 17-10-81 | Cuba - Corea del Sur   | 0-3       | 02-15 | 07-15 | 05-15 |     |     | 14-45            |
| 18-10-81 | Corea del Sur - Canadá | 3-0       | 15-03 | 15-06 | 15-01 |     |     | 45-10            |
| 18-10-81 | Cuba - España          | 3-0       | 15-05 | 15-04 | 15-05 |     |     | 45-14            |

### Grupo C

#### Clasificación
| Pos | Equipo     | PJ | PG | PP | SF | SC | PTS |
| --- | ---------- | -- | -- | -- | -- | -- | --- |
| 1   | Japón      | 2  | 2  | 0  | 6  | 1  | 6   |
| 2   | Brasil     | 2  | 1  | 1  | 4  | 3  | 3   |
| 3   | Costa Rica | 2  | 0  | 2  | 0  | 6  | 0   |

#### Resultados
| Fecha    | Encuentro           | Resultado | Set   | Set   | Set   | Set   | Set | Puntuación total |
| Fecha    | Encuentro           | Resultado | 1     | 2     | 3     | 4     | 5   | Puntuación total |
| -------- | ------------------- | --------- | ----- | ----- | ----- | ----- | --- | ---------------- |
| 16-10-81 | Costa Rica - Brasil | 0-3       | 01-15 | 00-15 | 00-15 |       |     | 01-45            |
| 17-10-81 | Japón - Costa Rica  | 3-0       | 15-00 | 15-00 | 15-00 |       |     | 45-00            |
| 18-10-81 | Japón - Brasil      | 3-1       | 15-10 | 15-07 | 07-15 | 15-06 |     | 52-38            |

### Grupo D

#### Clasificación
| Pos | Equipo          | PJ | PG | PP | SF | SC | PTS |
| --- | --------------- | -- | -- | -- | -- | -- | --- |
| 1   | Perú            | 3  | 3  | 0  | 9  | 2  | 9   |
| 2   | China           | 3  | 2  | 1  | 7  | 5  | 5   |
| 3   | Unión Soviética | 3  | 1  | 2  | 6  | 6  | 4   |
| 4   | Puerto Rico     | 3  | 0  | 3  | 0  | 9  | 0   |

#### Resultados
| Fecha    | Encuentro                     | Resultado | Set   | Set   | Set   | Set   | Set   | Puntuación total |
| Fecha    | Encuentro                     | Resultado | 1     | 2     | 3     | 4     | 5     | Puntuación total |
| -------- | ----------------------------- | --------- | ----- | ----- | ----- | ----- | ----- | ---------------- |
| 16-10-81 | Puerto Rico - Unión Soviética | 0-3       | 03-15 | 03-15 | 00-15 |       |       | 06-45            |
| 16-10-81 | Perú - China                  | 3-1       | 15-08 | 15-05 | 11-15 | 15-07 |       | 56-35            |
| 17-10-81 | Perú - Puerto Rico            | 3-0       | 15-00 | 15-01 | 15-03 |       |       | 45-04            |
| 17-10-81 | Unión Soviética - China       | 2-3       | 15-11 | 08-15 | 15-09 | 11-15 | 08-15 | 57-65            |
| 18-10-81 | China - Puerto Rico           | 3-0       | 15-01 | 15-08 | 15-00 |       |       | 45-09            |
| 18-10-81 | Perú - Unión Soviética        | 3-0       | 15-05 | 15-08 | 17-15 |       |       | 47-28            |

#### Clasificación para la Segunda Fase
| – | Clasificado a Segunda Ronda.   |
| – | Clasificado a la ronda de 9-14 |

## Segunda fase

### Grupo E

#### Clasificación
| Pos | Equipo    | PJ | PG | PP | SF | SC | PTS |
| --- | --------- | -- | -- | -- | -- | -- | --- |
| 1   | Japón     | 3  | 3  | 0  | 9  | 1  | 9   |
| 2   | México    | 3  | 2  | 1  | 6  | 5  | 5   |
| 3   | Brasil    | 3  | 1  | 2  | 6  | 6  | 4   |
| 4   | Argentina | 3  | 0  | 3  | 0  | 9  | 0   |

#### Resultados
| Fecha    | Encuentro          | Resultado | Set   | Set   | Set   | Set   | Set   | Puntuación total |
| Fecha    | Encuentro          | Resultado | 1     | 2     | 3     | 4     | 5     | Puntuación total |
| -------- | ------------------ | --------- | ----- | ----- | ----- | ----- | ----- | ---------------- |
| 20-10-81 | Brasil - México    | 2-3       | 15-10 | 12-15 | 08-15 | 15-12 | 08-15 | 58-67            |
| 20-10-81 | Japón - Argentina  | 3-0       | 15-04 | 15-04 | 15-02 |       |       | 45-10            |
| 21-10-81 | Japón - México     | 3-0       | 15-09 | 15-09 | 15-04 |       |       | 45-22            |
| 21-10-81 | Argentina - Brasil | 0-3       | 12-15 | 11-15 | 05-15 |       |       | 28-45            |

### Grupo F

#### Clasificación
| Pos | Equipo | PJ | PG | PP | SF | SC | PTS |
| --- | ------ | -- | -- | -- | -- | -- | --- |
| 1   | Perú   | 3  | 3  | 0  | 9  | 3  | 8   |
| 2   | Korea  | 3  | 2  | 1  | 7  | 5  | 6   |
| 3   | China  | 3  | 1  | 2  | 6  | 6  | 4   |
| 4   | Cuba   | 3  | 0  | 3  | 1  | 9  | 0   |

#### Resultados
| Fecha    | Encuentro             | Resultado | Set   | Set   | Set   | Set   | Set   | Puntuación total |
| Fecha    | Encuentro             | Resultado | 1     | 2     | 3     | 4     | 5     | Puntuación total |
| -------- | --------------------- | --------- | ----- | ----- | ----- | ----- | ----- | ---------------- |
| 20-10-81 | Cuba - Perú           | 1-3       | 08-15 | 04-15 | 15-13 | 05-15 |       | 32-58            |
| 20-10-81 | Corea del Sur - China | 3-2       | 09-15 | 15-12 | 09-15 | 15-08 | 15-09 | 63-59            |
| 21-10-81 | Corea del Sur - Perú  | 3-1       | 15-12 | 08-15 | 15-08 | 15-13 |       | 53-48            |
| 21-10-81 | Cuba - China          | 0-3       | 03-15 | 11-15 | 02-15 |       |       | 16-45            |

## Clasificación 9-15

### Grupo G

#### Clasificación
| Pos | Equipo     | PJ | PG | PP | SF | SC | PTS |
| --- | ---------- | -- | -- | -- | -- | -- | --- |
| 1   | Australia  | 2  | 2  | 0  | 6  | 0  | 6   |
| 2   | India      | 2  | 1  | 1  | 3  | 3  | 3   |
| 3   | Costa Rica | 2  | 0  | 2  | 0  | 6  | 0   |

#### Resultados
| Fecha    | Encuentro              | Resultado | Set   | Set   | Set   | Set | Set | Puntuación total |
| Fecha    | Encuentro              | Resultado | 1     | 2     | 3     | 4   | 5   | Puntuación total |
| -------- | ---------------------- | --------- | ----- | ----- | ----- | --- | --- | ---------------- |
| 20-10-81 | Costa Rica - India     | 0-3       | 04-15 | 04-15 | 03-15 |     |     | 15-45            |
| 21-10-81 | Australia - Costa Rica | 3-0       | 15-07 | 15-05 | 15-12 |     |     | 45-24            |

### Grupo H

#### Clasificación
| Pos | Equipo          | PJ | PG | PP | SF | SC | PTS |
| --- | --------------- | -- | -- | -- | -- | -- | --- |
| 1   | Unión Soviética | 3  | 3  | 0  | 9  | 0  | 9   |
| 2   | Canadá          | 3  | 2  | 1  | 6  | 3  | 6   |
| 3   | Puerto Rico     | 3  | 1  | 2  | 3  | 8  | 3   |
| 4   | España          | 3  | 0  | 3  | 2  | 9  | 0   |

#### Resultados
| Fecha    | Encuentro                | Resultado | Set   | Set   | Set   | Set   | Set   | Puntuación total |
| Fecha    | Encuentro                | Resultado | 1     | 2     | 3     | 4     | 5     | Puntuación total |
| -------- | ------------------------ | --------- | ----- | ----- | ----- | ----- | ----- | ---------------- |
| 20-10-81 | Puerto Rico - Canadá     | 0-3       | 07-15 | 08-15 | 07-15 |       |       | 22-45            |
| 20-10-81 | Unión Soviética - España | 3-0       | 15-03 | 15-03 | 15-00 |       |       | 45-06            |
| 21-10-81 | Unión Soviética - Canadá | 3-0       | 15-13 | 15-10 | 15-01 |       |       | 45-24            |
| 21-10-81 | Puerto Rico - España     | 3-2       | 17-15 | 13-15 | 15-11 | 13-15 | 15-09 | 73-65            |

## Fase final

### Final 1° y 3º puesto
|  | Semifinales   | Semifinales |   |       | 1º puesto     | 1º puesto |  |
|  |               |             |   |       |               |           |  |
|  |               |             |   |       |               |           |  |
|  |               |             |   |       |               |           |  |
|  | Perú          | 3           |   |       |               |           |  |
|  | Japón         | 0           |   |       |               |           |  |
|  |               |             |   |       |               |           |  |
|  |               |             |   |       |               |           |  |
|  |               |             |   |       | Corea del Sur | 3         |  |
|  |               | Perú        | 1 |       |               |           |  |
|  |               |             |   |       |               |           |  |
|  |               |             |   |       |               |           |  |
|  |               |             |   |       | 3º puesto     |           |  |
|  |               |             |   |       |               |           |  |
|  | Corea del Sur | 3           |   | Japón | 3             |           |  |
|  | México        | 0           |   |       | México        | 0         |  |

### Semifinales
| Fecha    | Encuentro              | Resultado | Set   | Set   | Set   | Set | Set | Puntuación total |
| Fecha    | Encuentro              | Resultado | 1     | 2     | 3     | 4   | 5   | Puntuación total |
| -------- | ---------------------- | --------- | ----- | ----- | ----- | --- | --- | ---------------- |
| 25-10-81 | Perú - Japón           | 3-0       | 15-12 | 17-15 | 15-11 |     |     | 47-38            |
| 25-10-81 | Corea del Sur - México | 3-0       | 15-02 | 15-03 | 15-02 |     |     | 45-07            |

### 3° Puesto
| Fecha    | Encuentro      | Resultado | Set   | Set   | Set   | Set | Set | Puntuación total |
| Fecha    | Encuentro      | Resultado | 1     | 2     | 3     | 4   | 5   | Puntuación total |
| -------- | -------------- | --------- | ----- | ----- | ----- | --- | --- | ---------------- |
| 26-10-81 | Japón - México | 3-0       | 16-14 | 15-11 | 15-13 |     |     | 46-38            |

### 1° Puesto
| Fecha    | Encuentro            | Resultado | Set   | Set   | Set   | Set   | Set | Puntuación total |
| Fecha    | Encuentro            | Resultado | 1     | 2     | 3     | 4     | 5   | Puntuación total |
| -------- | -------------------- | --------- | ----- | ----- | ----- | ----- | --- | ---------------- |
| 26-10-81 | Corea del Sur - Perú | 3-1       | 06-15 | 15-11 | 15-13 | 15-08 |     | 51-47            |

### 5° y 7º puesto
|  | Semifinales | Semifinales |   |      | 5º puesto | 5º puesto |  |
|  |             |             |   |      |           |           |  |
|  |             |             |   |      |           |           |  |
|  |             |             |   |      |           |           |  |
|  | China       | 3           |   |      |           |           |  |
|  | Argentina   | 0           |   |      |           |           |  |
|  |             |             |   |      |           |           |  |
|  |             |             |   |      |           |           |  |
|  |             |             |   |      | China     | 3         |  |
|  |             | Brasil      | 0 |      |           |           |  |
|  |             |             |   |      |           |           |  |
|  |             |             |   |      |           |           |  |
|  |             |             |   |      | 7º puesto |           |  |
|  |             |             |   |      |           |           |  |
|  | Brasil      | 3           |   | Cuba | 3         |           |  |
|  | Cuba        | 2           |   |      | Argentina | 0         |  |

### Clasificación 5°-8°
| Fecha    | Encuentro         | Resultado | Set   | Set   | Set   | Set   | Set   | Puntuación total |
| Fecha    | Encuentro         | Resultado | 1     | 2     | 3     | 4     | 5     | Puntuación total |
| -------- | ----------------- | --------- | ----- | ----- | ----- | ----- | ----- | ---------------- |
| 25-10-81 | China - Argentina | 3-0       | 15-09 | 15-03 | 15-05 |       |       | 45-17            |
| 25-10-81 | Brasil - Cuba     | 3-2       | 15-11 | 06-15 | 12-15 | 15-09 | 15-09 | 63-59            |

### 7° Puesto
| Fecha    | Encuentro        | Resultado | Set   | Set   | Set   | Set   | Set | Puntuación total |
| Fecha    | Encuentro        | Resultado | 1     | 2     | 3     | 4     | 5   | Puntuación total |
| -------- | ---------------- | --------- | ----- | ----- | ----- | ----- | --- | ---------------- |
| 26-10-81 | Cuba - Argentina | 3-1       | 15-03 | 15-07 | 08-15 | 15-07 |     | 63-32            |

### 5° Puesto
| Fecha    | Encuentro      | Resultado | Set   | Set   | Set   | Set | Set | Puntuación total |
| Fecha    | Encuentro      | Resultado | 1     | 2     | 3     | 4   | 5   | Puntuación total |
| -------- | -------------- | --------- | ----- | ----- | ----- | --- | --- | ---------------- |
| 26-10-81 | China - Brasil | 3-0       | 15-08 | 15-13 | 15-04 |     |     | 45-25            |

### 9° y 11º puesto
|  | Semifinales     | Semifinales |   |       | 9º puesto       | 9º puesto |  |
|  |                 |             |   |       |                 |           |  |
|  |                 |             |   |       |                 |           |  |
|  |                 |             |   |       |                 |           |  |
|  | Unión Soviética | 3           |   |       |                 |           |  |
|  | India           | 0           |   |       |                 |           |  |
|  |                 |             |   |       |                 |           |  |
|  |                 |             |   |       |                 |           |  |
|  |                 |             |   |       | Unión Soviética | 3         |  |
|  |                 | Canadá      | 0 |       |                 |           |  |
|  |                 |             |   |       |                 |           |  |
|  |                 |             |   |       |                 |           |  |
|  |                 |             |   |       | 11º puesto      |           |  |
|  |                 |             |   |       |                 |           |  |
|  | Canadá          | 3           |   | India | 3               |           |  |
|  | Australia       | 0           |   |       | Australia       | 1         |  |

### Clasificación 9°-12°
| Fecha    | Encuentro               | Resultado | Set   | Set   | Set   | Set | Set | Puntuación total |
| Fecha    | Encuentro               | Resultado | 1     | 2     | 3     | 4   | 5   | Puntuación total |
| -------- | ----------------------- | --------- | ----- | ----- | ----- | --- | --- | ---------------- |
| 24-10-81 | Unión Soviética - India | 3-0       | 15-06 | 15-07 | 15-02 |     |     | 45-15            |
| 24-10-81 | Canadá - Australia      | 3-0       | 15-04 | 15-04 | 15-05 |     |     | 45-13            |

### 11° Puesto
| Fecha    | Encuentro         | Resultado | Set   | Set   | Set   | Set   | Set | Puntuación total |
| Fecha    | Encuentro         | Resultado | 1     | 2     | 3     | 4     | 5   | Puntuación total |
| -------- | ----------------- | --------- | ----- | ----- | ----- | ----- | --- | ---------------- |
| 25-10-81 | India - Australia | 3-1       | 15-12 | 11-15 | 15-13 | 15-05 |     | 56-45            |

### 9° Puesto
| Fecha    | Encuentro                | Resultado | Set   | Set   | Set   | Set | Set | Puntuación total |
| Fecha    | Encuentro                | Resultado | 1     | 2     | 3     | 4   | 5   | Puntuación total |
| -------- | ------------------------ | --------- | ----- | ----- | ----- | --- | --- | ---------------- |
| 25-10-81 | Unión Soviética - Canadá | 3-0       | 15-03 | 15-10 | 15-09 |     |     | 45-22            |

### 13° y 15º puesto
|  | Semifinales | Semifinales |   |            | 13º puesto | 13º puesto |  |
|  |             |             |   |            |            |            |  |
|  |             |             |   |            |            |            |  |
|  |             |             |   |            |            |            |  |
|  | España      | 3           |   |            |            |            |  |
|  | Costa Rica  | 0           |   |            |            |            |  |
|  |             |             |   |            |            |            |  |
|  |             |             |   |            |            |            |  |
|  |             |             |   |            | España     | 3          |  |
|  |             | Puerto Rico | 0 |            |            |            |  |
|  |             |             |   |            |            |            |  |
|  |             |             |   |            |            |            |  |
|  |             |             |   |            | 15º puesto |            |  |
|  |             |             |   |            |            |            |  |
|  | Puerto Rico | 3           |   | Costa Rica | 3          |            |  |
|  | Bye         |             |   |            | Bye        |            |  |

### Clasificación 13°-15°
| Fecha    | Encuentro           | Resultado | Set   | Set   | Set   | Set | Set | Puntuación total |
| Fecha    | Encuentro           | Resultado | 1     | 2     | 3     | 4   | 5   | Puntuación total |
| -------- | ------------------- | --------- | ----- | ----- | ----- | --- | --- | ---------------- |
| 24-10-81 | España - Costa Rica | 3-0       | 15-03 | 15-09 | 15-12 |     |     | 45-24            |

### 13° Puesto
| Fecha    | Encuentro            | Resultado | Set   | Set   | Set   | Set | Set | Puntuación total |
| Fecha    | Encuentro            | Resultado | 1     | 2     | 3     | 4   | 5   | Puntuación total |
| -------- | -------------------- | --------- | ----- | ----- | ----- | --- | --- | ---------------- |
| 25-10-81 | España - Puerto Rico | 3-0       | 15-10 | 15-13 | 16-14 |     |     | 46-37            |

## Podio
| Corea del Sur |
| 2º Título     |
| Korea         |

## Clasificación general
| Pos | Equipo          |
| --- | --------------- |
| 1   | Corea del Sur   |
| 2   | Perú            |
| 3   | Japón           |
| 4   | México          |
| 5   | China           |
| 6   | Brasil          |
| 7   | Cuba            |
| 8   | Argentina       |
| 9   | Unión Soviética |
| 10  | Canadá          |
| 11  | India           |
| 12  | Australia       |
| 13  | España          |
| 14  | Puerto Rico     |
| 15  | Costa Rica      |

| Predecesor: Brasil 1977 | Campeonato Mundial de Voleibol Femenino Sub-20 México 1981 | Sucesor: Italia 1985 |

- Datos: Q21002501